# 朝日カーメンテナンス
朝日カーメンテナンス株式会社は、東武グループで自動車整備を行う企業である。朝日自動車系（朝日自動車グループ）に属する。

## 概要
2005年4月、三進自動車工業株式会社と足利自修工業株式会社が合併して誕生した（存続会社は三進自動車）。
東武グループの各社が所有・管理する商用車（バス・トラック・タクシーなど）を中心としつつ、グループ外企業や個人に対しても多方面に車検・修理・整備を受託しており、下記の直営工場以外にも、大口の顧客の車庫などに修理ステーションが置かれている。
大宮三進工場では、東武バスウエストの定期券・バス共通カードの販売も行う。

## 工場
- 大宮三進工場
埼玉県さいたま市北区日進町1-107
本社
旧三進自動車
- 越谷工場
埼玉県越谷市大字大房字沼向1026-1
朝日自動車越谷営業所内
- 沼南工場
千葉県柏市金山1008
東武バスセントラル沼南営業所内
- 福居工場
栃木県足利市島田町778
旧・足利自修工業
- 足利工場
栃木県足利市新山町4
旧・足利自修工業

## 沿革
三進自動車
- 1944年（昭和19年）11月9日 - 三進自動車工業株式会社設立。
- 1945年（昭和20年）11月 - 東武鉄道グループ入り。
- 1966年（昭和41年）9月18日 - 大宮工場を現在地へ移転（旧所在地：吉敷町4-40）。
- 1986年（昭和61年）7月1日 - 株式会社三徳商会を合併。
- 2003年（平成15年）4月1日 - 沼南工場を新設。
- 2005年（平成17年）4月1日 - 足利自修工業株式会社を合併。社名を朝日カーメンテナンス株式会社に変更。

足利自修
出典
- 1942年（昭和17年）4月 - 物資統制令により足利市内の企業合同により設立。
- 1947年（昭和22年）2月 - 東武鉄道グループ入り。
- 1963年（昭和38年）4月 - 組織改正し足利自修工業株式会社となる。
- 1964年（昭和39年）6月 - 福居工場（足利市島田町）新設
- 1971年（昭和46年）4月 - 本社工場（足利市新山町）新設